# Nikolay Nenovsky
Nikolay Nenovsky (Veliko Tarnovo, Bulgaria, 1963) es un economista búlgaro, profesor y doctor en ciencias económicas. Profesor de economía de la Universidad Julio Verne en Picardía desde el año 2012.

## Biografía
Ha estudiado economía en la Universidad Estatal de Moscú "M. V. Lomonósov" (1984-1989) y economía y finanzas en Francia (1990-1996). Ha defendido un doctorado en el Instituto de Economía de la Academia de Ciencias de Bulgaria (ACB), (1995). Durante el período entre los años 1988-1989 trabaja en la comisión del Consejo de Ayuda Mutua Económica (CAME) en Moscú. Trabaja como financista en SOGENAL, Luxemburgo (1994). Enseña teoría monetaria y finanzas internacionales en la Universidad de Economía Nacional y Mundial, cátedra de "Contabilidad y Finanzas" a partir del año 1997. Da clases en la Universidad de Orléans, Francia),  a partir del año 2000. Es investigador asociado en el ICER, Torino desde el año 2006. Trabaja en el Banco Nacional Búlgaro (BNB) desde el año 1996, y en el período entre los años 2002-2008 es miembro del Consejo Directivo del mismo.  Ha sido elegido de vicepresidente del BNB por la XL Asamblea Nacional. El 20 de agosto de 2009 la XLI Asamblea Nacional revoca la decisión de la elección de Nikolay Nenovsky para vicepresidente del BNB. Las esferas básicas de las investigaciones de Nikolay Nenovsky son la teoría y la política monetaria, la historia del pensamiento económico y la economía política. Estudia los problemas de los regímenes monetarios en Europa del Este, el consejo monetario de Bulgaria, y la ampliación de la zona del euro.

## Principales artículos de investigación
- Deposit Insurance around the World. Issues of Design and Implementation, MIT Press, Cambridge, Edited by Aslı Demirgüç-Kunt, Edward J. Kane and Luc Laeven, 2008[6]

- Monetary Convergence on the Road to EMU: Conceptual Issues for Eastern Europe, in: Melting the Boundaries: Institutional Transformation in the Wider Europe, pp. 129-152, Yagi, K. and S. Mizobata, Eds, Kyoto University Press, 2008

- Exchange rate control in Italy and Bulgaria in the interwar period. History and Perspectives, (with G. Pavanelli, K. Dimitrova), in: The Experience of Exchange Rate Regimes in South-Eastern Europe in a historical and comparative perspective, Oesterreichische Nationalbank, 2007

- Le Currency board comme institution: une comparaison des expériences bulgare, estonienne et lithuanienne, (with D. Koleva) (2007), in: Nouvelles Europes. Trajectoires et enjeux économiques, Koleva, P., N. Ridet-Kroichvilli, J. Vercueil, Eds., UTBM, France, pp. 109-138.

- Currency Boards and Financial Stability: Experiences from Argentina and Bulgaria, (with Berlemann, M.), in: Sovereign risk and financial crisis, Frenkel, M., Karmann, A., Scholtens, B., Eds), Spinger - Verlag, 2004, pp. 237 – 257.

- The efficiency of banking system in CEE: inequality and convergence to the EU, (with Tomova, M. and Naneva, T.), in: Financial markets in CEE, Stability and efficiency perspectives, (Balling, M., Lierman, F., and Mullineux, A., eds), Routledge, London, 2004, pp. 225 – 251.

- The Banking System in Bulgaria (with Caporale G., Miller J., Hristov K., Petrov B.), in: Banking Reforms in South-East Europe, Sevic Z., (ed.), Edward Elgar, 2002, London, pp. 219-240.

- Nenovsky N., P. Villieu.(2011). «EU enlargement and monetary regimes from the insurance model perspective» Post-Communist Economies, Vol. 23, Issue 4, pages 433-447

- Nenovsky N, (2010).«Economic and Social Thoughts of Ivan Pososhkov (1652-1726)». ICER Working Paper, No 2

- Nenovsky N, (2007). „ Place of Labor and Labor Theory in Tugan Baranovsky’s Theoretical System“.The Kyoto Economic Review Vol. 78 (2009), No.1 pp.53-77 ]

- The Evolution of Bulgarian Banks Efficiency during the twenties a DEA approach, (with G. Mihaylova and Ivanov M.), Bank of Greece Working Papers, No 82, 2008.

- Efficiency of the Bulgarian Banking System: Traditional Approach and DEA, (with P.Chobanov,  Mihaylova G. and Koleva D.), Agency for Economic Analysis and Forecasting WP No 2008/1.

- Exchange rate control in Italy and Bulgaria in the interwar period. History and Perspectives, (with G. Pavanelli, K. Dimitrova), ICER Working Paper, 2007, N 40

- Exchange Rate and Inflation: France and Bulgaria in the interwar period, (with K. Dimitrova), ICER Working Paper, 2006

- Monetary Convergence on the Road to EMU: Conceptual Issues for Eastern Europe, ICER Working Paper, 2006, N 33

- Lenin and the currency competition. Reflections on the NEP experience (1922-1924), ICER Working Paper, 2006, N 22

- Convergence and Shocks in the road to EU: Empirical investigations for Bulgaria and Romania, (with JM Figuet), William Davidson Institute Working Paper, 2006, N 810.

- From Prosperity to Depression: Bulgaria and Romania (1996/97 – 2010), (Nenovsky N., K. Tochkov and C. Turcu), William Davidson Institute Working Paper No 1018, 2011
- Nenovsky N., Tochkov, K. and K. Tochkov (2012).«University efficiency and public funding for higher education in Bulgaria», Post-Communist Economies, 24 (4): 515-532.
- Nenovsky, N.(2013). «Ivan Kinkel's (1883–1945) theory of economic development », European Journal of the History of Economic Thought

## Libros
- Monetary order. Critics of monetary theory, Siela Edition (Soft and Publishing), 2007, Sofía, 240 pages.
- Exchange rate Inflation: France and Bulgaria in the interwar period. The contribution of Albert Aftalion (1874-1956), Edition of Bulgarian National Bank, 2005, 70 pages, (in English, French and Bulgarian)
- From Lev to Euro: Which is the Best Way? Scenarios for Bulgaria integration to EMU, (with K. Hristov, B. Petrov), Siela Edition (Soft and Publishing), 2001, Sofía, 170 pages.
- Free Money (the questions of economic theory), Edition of Bulgarian Academy of Sciences, Academic Publishing House “Marin Drinov”, 2001, Sofía, 220 pages.
- The Demand for Money in Transitional economies, 1998, 270 pages, Sofía, Edition of Bulgarian Academy of Sciences, Academic Publishing House “Marin Drinov”.